# Marco Pácio Silvano Quinto Corédio Galo Gargílio Antigo
Marco Pácio Silvano Quinto Corédio Galo Gargílio Antigo (em latim: Marcus Paccius Silvanus Quintus Coredius Gallus Gargilius Antiquus), mais conhecido como Quinto Corédio Galo Gargílio Antigo, foi um senador romano nomeado cônsul sufecto para o nundínio de maio a junho de 119 com o Quinto Víbio Galo.

## Origem e família
Gargílio Antigo provavelmente era originário do norte da África. O prenome de seu pai (Públio) e sua tribo (Quirina) são conhecidos a partir de inscrições. Os elementos "Marco Pácio" de seu nome apontam para uma adoção por uma pessoa da gente Pácia desconhecida fora deste contexto. Segundo Juvenal (12.99), um rico e sem herdeiros Pácio era perseguido por caçadores de herança.

## Carreira
Antigo foi governador da Arábia Pétrea de 116 a 119 e foi nomeado cônsul sufecto no último ano de seu mandato. Há evidências de que ele estava em Roma em 15 de outubro de 134, quando ele foi uma das testemunhas para o "senatus consultum nundinus slatus Berguensis" e, no final deste mesmo ano, ele foi nomeado procônsul da Ásia, onde permaneceu até o final de 135.
Com base numa inscrição recuperada em Tel Dor, em 1948, sabe-se que Gargílio Antigo foi governador de uma província na porção oriental do Império Romano. Inicialmente se supôs que seria a Síria, no período entre seu consulado e o governo da Ásia, mas, em novembro de 2016, uma inscrição em grego foi recuperada na costa de Tel Dor pela Universidade de Haifa por arqueólogos submarinos que atesta que Antigo foi governador da Judeia em algum momento entre 120 e 130, antes da Revolta de Barcoquebas.

## Família
O nome de sua esposa é desconhecido, mas sabe-se que Gargílio Antigo teve pelo menos um filho, Lúcio Pulaieno Gargílio Antigo, cônsul sufecto por volta de 162.